# Divényi Gyula
Divényi Gyula (Divicznek) (Vác, 1872. április 13. – Budapest, 1933. július 30.) piarista tanár.

## Életútja
Szülővárosában hét osztályt járt a Piarista Gimnáziumban. Ott döntött úgy, hogy a tanügyi pályára lép és belépett a kegyes tanítórendbe. Szegeden, Léván, Nagykanizsán, Vácott, Debrecenben és Sátoraljaújhelyen tanított. 1907 januárjában 11 darab, 1556 és 1796 között nyomtatott könyvet ajándékozott a debreceni városi múzeumnak. 1919-től a váci piarista gimnáziumot vezette. Hőguta okozta halálát 1933-ban. Írásait több lap is közölte.